# Orani, Bataan

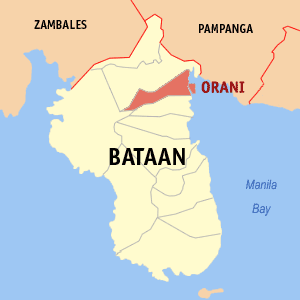
Bản đồ của Bataan với vị trí của Orani

Orani là một đô thị cấp hai ở tỉnh Bataan, Philippines. Theo điều tra dân số năm 2015, đô thị này có dân số 66.909 người trong. The current mayor is Benjamin Serrano.

## Các đơn vị hành chính
Orani, về mặt hành chính, được chia thành 29 khu phố (barangay).
| - Bagong Paraiso (Pob.) - Balut (Pob.) - Bayan (Pob.) - Calero (Pob.) - Paking-Carbonero (Pob.) - Centro II (Pob.) - Dona - Kaparangan - Masantol - Mulawin - Pag-asa - Palihan (Pob.) - Pantalan Bago (Pob.) - Pantalan Luma (Pob.) - Parang Parang (Pob.) | - Centro I (Pob.) - Sibul - Silahis - Tala - Talimundoc - Tapulao - Tenejero (Pob.) - Tugatog - Wawa (Pob.) - Apollo - Kabalutan - Maria Fe Subd. - Puksuan - Tagumpay |